# 国枝栄
国枝 栄（くにえだ さかえ、1955年4月14日 - ）は日本中央競馬会（JRA）美浦トレーニングセンター所属の調教師である。岐阜県立本巣高等学校、東京農工大学農学部獣医学科卒業。
苗字の戸籍上の表記は旧字体が含まれた「國枝」だが、JRAでは旧字体等での登録が認められていない為、新字体の「国枝」に修正して登録している。
調教師として2度の牝馬三冠達成や秋華賞4年連続連対など牝馬の育成で優れた実績を残しており、「牝馬の国枝」の異名を得ている。
息子は斎藤誠厩舎で臨時の調教厩務員を務め、調教助手転身とともに池上昌弘厩舎に移籍し、2011年より自厩舎所属の調教助手である国枝純（長男）と勢司和浩厩舎所属の厩務員である国枝翔（三男）。

## 経歴
中学3年生のときに競馬を見るのが好きだった友達の影響で自分も興味を持ち、高校でより一層馬に関係する仕事に就きたくなり獣医学科のある大学を目指し、東京農工大学農学部獣医学科へ進学、そこで馬術部に所属して時間やアルバイトの稼ぎも馬術につぎ込んだ。
大学卒業後も馬に携わりたいと馬術部で知り合った高橋裕と話すと山崎彰義が大卒者の助手を探しているからと紹介してもらい1978年、開場されたばかりの美浦トレーニングセンター、山崎彰義厩舎で調教助手となる。1989年に調教師免許を取得し、翌1990年に厩舎を開業。初出走は同年2月4日、東京競馬第3競走のシャインハードで11着。初勝利は同年3月10日、中山競馬第10競走のリュウカムイで延べ9頭目であった。
1998年のダービー卿チャレンジトロフィーをブラックホークで制して重賞初勝利。同馬は翌1999年のスプリンターズステークスも優勝し、初GI勝利も飾った。
2010年にはアパパネで牝馬三冠（桜花賞、優駿牝馬、秋華賞）を獲得した。
2014年12月21日、第66回朝日杯フューチュリティーステークスをダノンプラチナで制覇した。
2018年、アーモンドアイで自身二度目の牝馬三冠を獲得した。JRAの調教師が三冠を複数回達成したのは初の事例である。
2022年7月2日函館10Rをクライミングリリーで勝利して、史上15人目のJRA通算1000勝を達成した。

### 栗東留学への見解
西高東低の現状から期待馬については下級条件でも積極的に関西圏に遠征させ、その際に栗東トレーニングセンターに滞在させてその施設を積極的に利用してトレーニングを行なっている事でも有名で、いわゆる「栗東留学」のパイオニア的存在とも言われている。
国枝は「栗東留学」について、雑誌のインタビューで「昔は関東から関西への直前輸送はなかったんだから」「昔は一旦栗東に入るやり方でやって勝っていたんだから、そのやり方をもう一度やってみよう。それだけのこと」「私の場合はやはり『栗東に事前入厩することで輸送の負担を減らしたい』ということ」と語っており、主に長時間の輸送が競走馬へ与える負担の軽減に重きを置いている。一方で「栗東留学をやらなくても勝てるならやりませんよ」「栗東坂路がいかにいいものだったとしても、肝心のレースに疲れが出てしまう、とかね。その辺をよく見極める必要があると思いますよ」とも語っており、施設面における美浦と栗東の差はレース結果にはあまり関係ないとの見解を示している。

## 調教師成績
|            | 日付          | 競馬場・開催  | 競走名          | 馬名             | 頭数 | 人気 | 着順 |
| ---------- | ------------- | ------------- | --------------- | ---------------- | ---- | ---- | ---- |
| 初出走     | 1990年2月4日  | 1回東京4日3R  | 3歳未勝利       | シャインバード   | 14頭 | 7    | 11着 |
| 初勝利     | 1990年3月10日 | 2回中山5日10R | 千葉日報杯      | リュウカムイ     | 10頭 | 7    | 1着  |
| 重賞初出走 | 1990年5月6日  | 2回東京6日11R | NHK杯           | ヤマシゲオー     | 16頭 | 6    | 11着 |
| 重賞初勝利 | 1998年4月11日 | 3回中山5日11R | ダービー卿CT    | ブラックホーク   | 11頭 | 2    | 1着  |
| GI初出走   | 1990年12月9日 | 5回中山4日11R | 朝日杯3歳S      | ボードセイリング | 13頭 | 12   | 12着 |
| GI初勝利   | 1999年12月5日 | 5回中山6日11R | スプリンターズS | ブラックホーク   | 16頭 | 2    | 1着  |

## 代表管理馬

### GI級競走優勝馬
- ブラックホーク（1999年ダービー卿チャレンジトロフィー、スワンステークス、阪急杯、スプリンターズステークス、2001年安田記念）
- マツリダゴッホ（2007年アメリカジョッキークラブカップ、オールカマー、有馬記念、2008年日経賞、オールカマー、2009年オールカマー）
- ピンクカメオ（2007年NHKマイルカップ）
- マイネルキッツ（2009年天皇賞（春）、2010年日経賞、2011年ステイヤーズステークス）
- アパパネ（2009年阪神ジュベナイルフィリーズ、2010年桜花賞、優駿牝馬、秋華賞、2011年ヴィクトリアマイル）
- ダノンプラチナ（2014年朝日杯フューチュリティステークス、2015年富士ステークス [11]）
- アーモンドアイ （2018年シンザン記念、桜花賞、優駿牝馬、秋華賞、ジャパンカップ、2019年ドバイターフ、天皇賞（秋）、2020年ヴィクトリアマイル、天皇賞（秋）、ジャパンカップ）
- アカイトリノムスメ（2021年クイーンカップ、秋華賞）
- サークルオブライフ（2021年アルテミスステークス、阪神ジュベナイルフィリーズ）
- ステレンボッシュ（2024年桜花賞）

### その他重賞競走優勝馬
- ウインジェネラーレ （2004年日経賞）
- トーセンジョウオー（2004年関東オークス、2005年マリーンカップ、スパーキングレディーカップ）
- スムースバリトン （2004年東京スポーツ杯2歳ステークス）
- クーヴェルチュール （2007年キーンランドカップ）
- マイネルシーガル （2007年富士ステークス）
- サイレントプライド （2008年ダービー卿チャレンジトロフィー、富士ステークス）
- サトノプログレス （2008年ニュージーランドトロフィー）
- マイネカンナ （2008年福島牝馬ステークス）
- ベストディール（2012年京成杯）
- サイレントメロディ （2012年マーチステークス）
- カミノタサハラ（2013年弥生賞）
- サトノアポロ（2013年中日新聞杯）
- インパルスヒーロー（2013年ファルコンステークス）
- ヒラボクディープ（2013年青葉賞）
- ショウナンアチーヴ（2014年ニュージーランドトロフィー）
- タンタアレグリア (2017年アメリカジョッキークラブカップ)
- ロジチャリス （2017年ダービー卿チャレンジトロフィー）
- オウケンムーン （2018年共同通信杯）
- ミッキーグローリー （2018年京成杯オータムハンデキャップ、2019年関屋記念）
- フロンテアクイーン （2019年中山牝馬ステークス）
- ハヤヤッコ （2019年レパードステークス、2022年函館記念、2024年アルゼンチン共和国杯）
- サトノフラッグ （2020年弥生賞ディープインパクト記念）
- マジックキャッスル（2021年愛知杯[12]）
- コマンドライン（2021年サウジアラビアロイヤルカップ）
- エリカヴィータ（2022年フローラステークス）
- サクセッション（2023年新潟ジャンプステークス）[13]
- フィアスプライド（2023年ターコイズステークス）[14]
- シックスペンス（2024年スプリングステークス、毎日王冠、2025年中山記念）[15]
- パラレルヴィジョン（2024年ダービー卿チャレンジトロフィー）

## 表彰歴
- 2004年 優秀調教師賞（関東）
- 2005年 優秀調教師賞（関東）
- 2006年 優秀調教師賞（関東）
- 2007年 優秀調教師賞（関東）、東京競馬記者クラブ賞
- 2008年 優秀調教師賞（関東）
- 2020年 朝日スポーツ賞

## 主な厩舎所属者
※太字は門下生。括弧内は厩舎所属期間と所属中の職分。
- 勢司和浩（1990年 - 1999年 調教助手）
- 加藤士津八（2003年 - 2006年 騎手）後に調教師
- 国分優作（2009年 - 2011年 騎手）
- 国枝純（2011年 - 調教助手）
- 奥村武（2003年 - 2013年 調教助手）後に調教師
- 竹内正洋（2006年 厩務員）後に調教師